# کوتانگ
کوتانگ (به لهستانی:  Kotań) یک روستا در لهستان است که در گمینا کرمپنا واقع شده‌است.
 کوتانگ  ۳۶۰ نفر جمعیت دارد.
این روستا دارای جاذبه های گردشگری زیادی است.